# Hrabstwo Jasper (Illinois)

Piramida wieku hrabstwa

Hrabstwo Jasper – hrabstwo w USA, w stanie Illinois, według spisu z 2000 roku liczba ludności wynosiła 10 117. Siedzibą hrabstwa jest Newton.

## Geografia
Według spisu hrabstwo zajmuje powierzchnię 1 290 km², z czego  1 280 km² stanowią lądy, a 10 km² (0,73%) stanowią wody.

### Sąsiednie hrabstwa

Stan Illinois na mapie USA

- Hrabstwo Cumberland - północ
- Hrabstwo Clark - północny wschód
- Hrabstwo Crawford - wschód
- Hrabstwo Richland - południe
- Hrabstwo Clay -południowy zachód
- Hrabstwo Effingham -zachód

## Historia
Hrabstwo Jasper County zostało utworzone w 1831 roku z terenów należących do hrabstwa Clay i hrabstwa Crawford. Swoją nazwę obrało na cześć sierżanta Williama Jaspera, uczestnika wojny o niepodległość Stanów Zjednoczonych, bohatera z Karoliny Południowej. 

## Demografia
Według spisu z 2000 roku hrabstwo zamieszkuje 10 117 osób, które tworzą 3 930 gospodarstw domowych oraz 2 849 rodzin. Gęstość zaludnienia wynosi 8 osób/km². Na terenie hrabstwa jest 4 294 budynków mieszkalnych o częstości występowania wynoszącej 3 budynków/km². Hrabstwo zamieszkuje 99,15% ludności białej, 0,08% ludności czarnej, 0,07% rdzennych mieszkańców Ameryki, 0,19% Azjatów, 0,02% mieszkańców Pacyfiku, 0,19% ludności innej rasy oraz 0,31% ludności wywodzącej się z dwóch lub więcej ras, 0,47% ludności to Hiszpanie, Latynosi lub inni.
W hrabstwie znajduje się 3 930 gospodarstw domowych, w których 32,90% stanowią dzieci poniżej 18 roku życia mieszkający z rodzicami, 62,30% małżeństwa mieszkające wspólnie, 7,00% stanowią samotne matki oraz 27,50% to osoby nie posiadające rodziny. 24,70% wszystkich gospodarstw domowych składa się z jednej osoby oraz 13,20% żyje samotnie i ma powyżej 65 roku życia. Średnia wielkość gospodarstwa domowego wynosi 2,55 osoby, a rodziny wynosi 3,06 osoby.
Przedział wiekowy populacji hrabstwa kształtuje się następująco: 25,90% osób poniżej 18 roku życia, 8,60% pomiędzy 18 a 24 rokiem życia, 26,50% pomiędzy 25 a 44 rokiem życia, 22,60% pomiędzy 45 a 64 rokiem życia oraz 16,50% osób powyżej 65 roku życia. Średni wiek populacji wynosi 38 lat. Na każde 100 kobiet przypada 97,60 mężczyzn. Na każde 100 kobiet powyżej 18 roku życia przypada 95,30 mężczyzn.
Średni dochód dla gospodarstwa domowego wynosi 34 721 USD, a średni dochód dla rodziny wynosi 43 547 dolarów. Mężczyźni osiągają średni dochód w wysokości 30 131 dolarów, a kobiety 17 646 dolarów. Średni dochód na osobę w hrabstwie wynosi 16 649 dolarów. Około 8,50% rodzin oraz 9,90% ludności żyje poniżej minimum socjalnego, z tego 15,40% poniżej 18 roku życia oraz 10,10% powyżej 65 roku życia.

## Miasta
- Newton

## Wioski
- Hidalgo
- Rose Hill
- Ste. Marie
- Wheeler
- Willow Hill
- Yale